# سینما نگاه

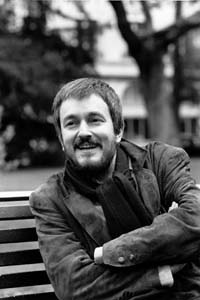
ژان-ژاک بنکس

سینما-نگاه (به فرانسوی: Cinéma du look) جنبشی در سینمای فرانسه بود که در دهه هشتاد آغاز شد. این جنبش برای نخستین بار توسط رافائل بسان به این نام خوانده شد. فیلمسازان اصلی این جنبش شامل لوک بسون، لئو کاراکس و ژاکوس بینکس می‌شوند. کارگردانانی که گفته می‌شود که سبک را بر محتوا و منظره یا فضای بصری فیلم را بر داستان ترجیح می‌دهند. 
خصوصیت کار فیلمسازان این جنبش سبک بصری دقیق و تأکید بر روی جوانان بیگانه شده و به حاشیه رانده شده در دوره فرانسوا میتران است. تم‌هایی چون سرنوشت عشقی تلخ، افراد جوان دور از خانواده و دیدگاه تلخی نسبت به پلیس در آثار این افراد دیده می‌شود. در آثار این افراد از مترو به عنوان استعاره‌ای بر جهانی زیرزمینی بسیار استفاده شده است. 

## چهره‌های شاخص
- لوک بسون
- لئو کاراکس
- ژاکوس بینکس

## فیلم‌های شاخص
- دیوا (۱۹۸۱) ژاکوس بوینکس
- مترو (۱۹۸۵) لوک بسون
- نیکیتا (۱۹۹۰) لوک بسون
- عاشقان پونت نوف (۱۹۹۱) لئو کاراکس